# Slijpen

Machine met twee slijpstenen.

Slijpen is een verspaningstechniek waarbij materiaal wordt afgenomen met behulp van gereedschap dat voorzien is van zeer veel snijkanten zonder vastgelegde vorm. Er zijn allerlei methoden om te slijpen, zoals schuurbandslijpen en honen.
Slijpen wordt veelal toegepast om een nauwkeurig en glad oppervlak te krijgen. Op deze manier zijn producten vlak, rond of van een profiel te voorzien. Daarnaast zijn botte gereedschappen, zoals frezen, boren, cirkelzagen en lintzagen opnieuw scherp te slijpen. Zo ook schaatsen.

## Processen

### Algemeen
De slijpkorrel bepaalt de materiaalafname en daarmee de gladheid (ruwheid) van het oppervlak: hoe kleiner de korrel (uitgedrukt in een hoger getal) hoe gladder het oppervlak.

### Machinaal
Aangezien met slijpen nauwkeurige producten worden geproduceerd moeten slijpschijven wel goed rond lopen. Het is dus belangrijk dat slijpschijven goed gebalanceerd zijn.
Soorten slijpschijven:
Keramische slijpschijven; 
deze worden gebruikt voor de meeste soorten staal tot een hardheid van circa 60Hrc.
Silicium carbide slijpschijven; 
deze worden veelal gebruikt voor geharde staalsoorten tot circa 65hrc. Silicium carbide is bijna zo vast als diamant en daarom zeer geschikt als schuur en slijpmiddel. Deze slijpschijven kunnen oppervlakteruwheden halen van 0,05 en lager. 
Cbn slijpschijven; 
Deze worden hoofdzakelijk gebruikt voor zeer harde staalsoorten tot circa 65HRC. De verspanende eigenschappen van deze schijf zijn 
afhankelijk van de korrelgrootte goed, maar de oppervlakteruwheid is vaak wat aan de hoge kant. Cbn slijpschijven kunnen niet goed tegen zachtere staalsoorten.
Diamant slijpschijven; 
Deze schijven worden veelal gebruikt voor het slijpen van keramiek, glas, en hardmetaal. Diamant slijpschijven slijten bij het slijpen van staal.

### Vlakslijpen
Bij het vlakslijpen wordt een vlak van het product geslepen. Dit kan op meerdere manieren gebeuren. Er kan worden geslepen met de omtrek van de slijpschijf, waarbij het snijvlak recht over het product schuurt. Dit wordt "omtrekslijpen" genoemd. Er kan ook geslepen met de zijkant van de schijf. In dat geval maakt de schijf een roterende beweging over het product en is het contactvlak groot. Dit wordt "kopslijpen" genoemd. Ten slotte is er het "profielslijpen", waarbij de slijpschijf de vorm van het te vervaardigen profiel als rand heeft of deze leest vanaf een sjabloon. Dit profiel wordt dan in het product geslepen. Het proces wordt toegepast voor het vervaardigen van planparallelle vlakken.

### Rondslijpen
Bij het rondslijpen wordt rotatiesymmetrisch geslepen. Dit kan gaan om de buitenkant van een rond product of om de binnenkant van een gat.

#### Uitwendig rondslijpen
Er zijn verschillende vormen van uitwendig rondslijpen. Allereerst is er het "rondslijpen met langsvoeding". Hierbij verplaatst het slijpgereedschap zich tijdens het proces in de lengterichting van het product, waardoor het product glad wordt met een bepaalde diameter. Dan is er het "insteekslijpen", waarbij het gereedschap zich alleen verplaatst richting de as van het product. Op die manier ontstaat er een groef rondom het product. Ten slotte is er het "schroefdraadslijpen", een soort profielslijpen. Er wordt hierbij een groef in het product geslepen, maar doordat er een kleine beweging is in de langsrichting van het product, neemt de groef een spiraalvorm aan en ontstaat schroefdraad.